# My Reflection
My Reflection — второй концертный DVD Кристины Агилеры, вышедший в 2001 году. Прежде чем выпустить в формате DVD, концерт был показан по центральному телевидению США. Его посмотрело около 10 500 000 человек. Диск получил платиновую сертификацию в Австралии и США, а также был номинирован на премию ALMA за лучшее музыкальное сопровождение.

## Список композиций
1. Reflection
2. Genie in a Bottle
3. Come On Over Baby (All I Want Is You)
4. What A Girl Wants
5. So Emotional
6. I Turn To You
7. At Last
8. Contigo En La Distancia
9. Climb Ev'ry Mountain
10. Falsas Esperanzas
11. All Right Now
12. Merry Christmas Baby
13. Have Yourself A Merry Little Christmas
14. Christmas Time

Дополнительные ролики
1. Genio Atrapado
2. Por Siempre Tu
3. Ven Conmigo (Solamente Tú)
4. The Christmas Song

## Позиции в чартах
| Чарт (2001)                     | Высшая позиция |
| ------------------------------- | -------------- |
| Australia Music Videos (ARIA)   | 8              |
| US Top Music Videos (Billboard) | 1              |

## Сертификации
| Регион                                                      | Сертификация | Продажи  |
| ----------------------------------------------------------- | ------------ | -------- |
| Австралия (ARIA)                                            | Платиновый   | 15 000^  |
| США (RIAA)                                                  | Платиновый   | 100 000^ |
| ^ Данные о тиражах приведены только на основе сертификации. |              |          |